# Estudios GRAVI
Los Estudios de Grabaciones Audiovisuales o Estudios GRAVI fueron un complejo de salas de grabación para programas de televisión en Colombia, creados como un esfuerzo conjunto por parte de las programadoras Caracol Televisión, R.T.I. y PUNCH.
Estos estudios fueron inaugurados en 1975 por Fernando Gómez Agudelo, Alberto Peñaranda y Jesús Álvarez Botero y se ubicaban en la calle 19 # 4-56, frente al Edificio Residencial Sabana, en el centro de Bogotá.
En estos estudios se grabaron varios de los más importantes y recordados programas de la televisión colombiana de los años 70, 80 y 90 del Siglo XX tales como telenovelas, series, programas de concurso, programas de opinión, teleteatros, unitarios, reportajes, etc.

## Programas grabados en los Estudios GRAVI

### Caracol Televisión
Lejos del Nido, Teresa Valverde, Sur verde, La mala Hierba, El Faraón, Pero sigo siendo el Rey, Gallito Ramírez, Tuyo es mi Corazón, San Tropel, El Divino, Quieta Margarita, Caballo Viejo, Las Ibáñez, Calamar, Música Maestro, Sombra de tu Sombra, La 40, la calle del amor, La mujer doble, Pasiones secretas, Candela, Solo una mujer, La sombra del deseo, Prisioneros del amor, La mujer del presidente, Café Concierto, Debates Caracol, Deportivo Caracol, Magazín Caracol, Muy Personal, Telesemana, TV Show Caracol, Séptimo Día, Sábados Felices, Festival Internacional del Humor, Baila de Rumba, Adán y Eva, Dominguísimo, Cazadores de la Fortuna, La Fábrica.

### RTI Televisión
Naturalia, El Juicio, La mala Hora, Una vida para amarte, El cuento del domingo, El caballero de Rauzán, El Virrey Solís, La tía Julia y el escribidor, La tregua, El gallo de oro, Compre la Orquesta, El precio es correcto, El hijo de Ruth, Gracias por el fuego, Tiempo de morir, Los Cuervos, Hoy es Viernes, El programa del millón, LP loca pasión, Los Frescos, Los tres a las seis, ¿Por qué mataron a Betty si era tan buena muchacha?, Ana de Negro, Decisiones, Fantástico, Supervivientes, En Cuerpo Ajeno, Clase aparte, Las aguas mansas, María Bonita, La viuda de Blanco, Quiere Cacao.

### Producciones PUNCH
Rasputin, Los Ejecutivos, Amándote, Las mujeres ajenas, Los hijos de los ausentes, El cacique y la diosa, La rosa de los vientos, Te voy a enseñar a querer, El pasado no perdona, Testimonio, Universo Joven, Momento Cultural, Personajes, Imagínate, Notitutticuanti, Supert+iteres, Asunción, Ojos de Gato, Ana María, Corazón de Fuego, Musidramas, Blue Jeans.

## Desaparición de GRAVI
A comienzos de 1991, la programadora PUNCH abandonó la sede de los Estudios GRAVI para mudarse a sus nuevos estudios ubicados en la Calle 43 # 27-47, en el Barrio La Soledad aprovechando la celebración de los 35 años de la programadora. Estas instalaciones funcionaron hasta 2000 cuando la programadora cerró, pero siete años después estos estudios volvieron a funcionar para el canal de noticias por suscripción Cablenoticias.
Por su parte RTI Televisión también abandonó GRAVI en 1996, cuando se trasladó a la Carrera 30 con Calle 63F, cerca del Estadio El Campín, hasta julio de 2016 cuando salió del aire y vendió los terrenos de sus estudios a la constructora Amarilo.
Finalmente, Caracol Televisión se quedó con los Estudios GRAVI hasta 1998, cuando se convirtió en canal privado, y mudó sus oficinas al barrio La Macarena en la Calle 27 # 4-01, para los estudios de Noticias Caracol y el programa de variedades Dia a Dia se grabaron en la Carrera 21 # 39B-41 en el barrio La Soledad, Actualmente los estudios de Caracol Televisión quedan en la Calle 103 # 69B-43, en el barrio La Floresta fundados en 2004.
En 2014 Caracol Televisión realizó un documental llamado Colombia en el Espejo: 60 años de la televisión dirigido por Felipe Garcia Peña Hoyos, este documental contiene tres capítulos recordando los mejores momentos de la Televisión en Colombia y fue grabado en una bodega donde eran los Estudios GRAVI fueron guardados algunas cámaras de televisión antiguas y televisores antiguos esa bodega queda al pie del antiguo parqueadero del edificio hoy una cancha de baloncesto.